# Zhangjiajie
Zhāngjiājiè (chinois : 张家界市 ; pinyin : Zhāngjiājiè shì) est une ville-préfecture du nord-ouest de la province du Hunan en Chine. Elle est située à 400 km de Changsha, capitale de cette province du sud-est de ce pays. Zhāngjiājiè compte une population de 1,5 million d'habitants sur une superficie de 9 518 km2. La région est reculée et montagneuse mais réputée grâce au parc forestier national de Zhangjiajie.

## Subdivisions administratives
La ville-préfecture de Zhangjiajie exerce sa juridiction sur quatre subdivisions - deux districts et deux xian :
- le district de Yongding - 永定区 Yǒngdìng Qū ;
- le district de Wulingyuan - 武陵源区 Wǔlíngyuán Qū ;
- le xian de Cili - 慈利县 Cílì Xiàn ;
- le xian de Sangzhi - 桑植县 Sāngzhí Xiàn.

## Transports
Zhangjiajie dispose d'un aéroport, l'aéroport de Zhangjiajie Hehua (code IATA : DYG • code OACI : ZGDY).

## Patrimoine

### Parc forestier national de Zhangjiajie
La ville-préfecture de Zhangjiajie est célèbre pour son parc forestier national dont elle tire son nom. Avec les monts Tianzi et la Vallée Suoxi, il forme la région d'intérêt panoramique et historique de Wulingyuan, classée depuis 1992 au patrimoine mondial de l'UNESCO.
Le parc de Zhangjiajie s'étend sur une région de 130 km2 et bénéficie d'un climat subtropical et d'une biodiversité étonnante. Il abrite des variétés d'arbres rares et plusieurs espèces d’animaux en voie de disparition comme la panthère longibande. Le parc a inspiré James Cameron pour son film Avatar. Un pont en verre, le pont de verre de Zhangjiajie, y a été ouvert en 2016.
La ville est la plus proche de la grotte Huanglong, un important site touristique chinois. Le mont Tianmen se situe à proximité de la ville, et est accessible par un téléphérique depuis la gare de chemin de fer de la ville.

### Architecture
- Manoir de la famille Tian (zh) (田家大院 ou 老院子)
- Temple Puguang (zh) (普光禅寺)
- Temple du mont Tianmen (zh) (天门山寺)

## Jumelages
- Hadong (Corée du Sud) depuis 2006
- Santa Fé (États-Unis) depuis 2009
- Naruto (Japon) depuis 2011
- Aix-les-Bains (France) depuis 2018